# 井上正森
井上 正森（いのうえ まさもり）は、下総国高岡藩の第5代藩主。
宝永7年（1710年）、3代藩主・井上政蔽の六男として生まれる。享保15年（1730年）2月3日、4代藩主の兄・政鄰の養子となる。享保16年（1731年）8月7日、兄の隠居により家督を継ぎ、12月に従五位下、山城守に叙位・任官する。享保20年（1735年）に大坂加番に任じられた。
実子は早世していたため、宝暦5年（1755年）、尾張藩主・徳川宗勝の十男である松平勝斯（井上正国）を養子に迎える。宝暦10年（1760年）12月7日に隠居した。
寛政12年（1800年）5月13日、死去。享年91。

## 系譜
父母
- 井上政蔽（実父）
- 井上政鄰（養父）

子女
- 男子
- 井上正国正室
- 井上正在室
- 井上正乗婚約者
- 菅沼定賢正室後に久永章温室

養子
- 井上正国 ー 徳川宗勝の十男